# Вулиця Короленка (Мелітополь)
Вулиця Короленка — вулиця в Мелітополі в історичному районі Новий Мелітополь. Йде від Будівельної вулиці до вулиці Островського, забудована приватними будинками.

## Назва
Вулиця названа на честь Володимира Короленка (1853—1921) — російського письменника українсько-польського походження.

## Історія
Перша відома згадка вулиці датується 17 січня 1939 року.